# Tragedia na stadionie Karaiskakis
Tragedia na stadionie Karaiskakis (znana również jako Tragedia Gate 7) – katastrofa w historii greckiego sportu, do której doszło w 1981. Wydarzenie to miało głęboki wpływ na świadomość bezpieczeństwa na stadionach w Grecji i na świecie.

## Przebieg
Do katastrofy doszło 8 lutego 1981 roku na stadionie Karaiskakis w Neo Faliro, dzielnicy Pireusu. Tuż po zakończeniu meczu piłkarskiego pomiędzy drużynami Olympiakos SFP a AEK Ateny kibice zaczęli opuszczać stadion. W okolicach Bramy 7 doszło do tragicznego wypadku. Tłum ludzi, kierując się w stronę wyjścia, napotkał na zamknięte drzwi. W wyniku naporu część osób upadła, co spowodowało reakcję łańcuchową. Przewrócone osoby zostały przygniecione przez kolejne fale ludzi, próbujących wydostać się z obiektu.
Na miejscu zginęło 19 osób, a dwie kolejne zmarły w szpitalu na skutek odniesionych obrażeń. Wśród ofiar znajdowały się głównie młode osoby, w tym nastolatkowie. Najmłodsza ofiara miała 14 lat. Ponadto 55 osób zostało rannych, wiele z nich odniosło ciężkie obrażenia.

## Przyczyny
Stadion Karaiskakis był jednym z najważniejszych obiektów sportowych w Grecji, położonym w portowym mieście Pireus. W latach 80. obiekt nie spełniał nowoczesnych standardów bezpieczeństwa, a infrastruktura stadionowa była przestarzała. Mecz rozegrany 8 lutego 1981 roku był kluczowym wydarzeniem greckiej ligi piłkarskiej. Olympiakos, prowadzony przez wybitnego polskiego trenera Kazimierza Górskiego, bronił tytułu mistrza kraju, a spotkanie z rywalem z Aten, drużyną AEK, było postrzegane jako jedno z najważniejszych w sezonie. Olympiakos odniósł spektakularne zwycięstwo 6:0, co wywołało ogromną radość wśród kibiców gospodarzy.
Do tragedii na Karaiskakis doprowadziły przede wszystkim braki w organizacji i zarządzaniu ruchem tłumu oraz przestarzała infrastruktura stadionowa. Zamknięcie wyjścia lub brak wystarczająco szerokich dróg ewakuacyjnych sprawiły, że gęsty tłum nie miał możliwości swobodnego opuszczenia stadionu.
Dodatkowo brak odpowiedniego nadzoru nad ruchem kibiców i niedostateczna liczba pracowników porządkowych były istotnymi czynnikami przyczyniającymi się do eskalacji sytuacji. W tamtym czasie wiele greckich stadionów nie spełniało podstawowych standardów bezpieczeństwa, co sprawiło, że ryzyko takich wypadków było wyższe.

## Upamiętnienie

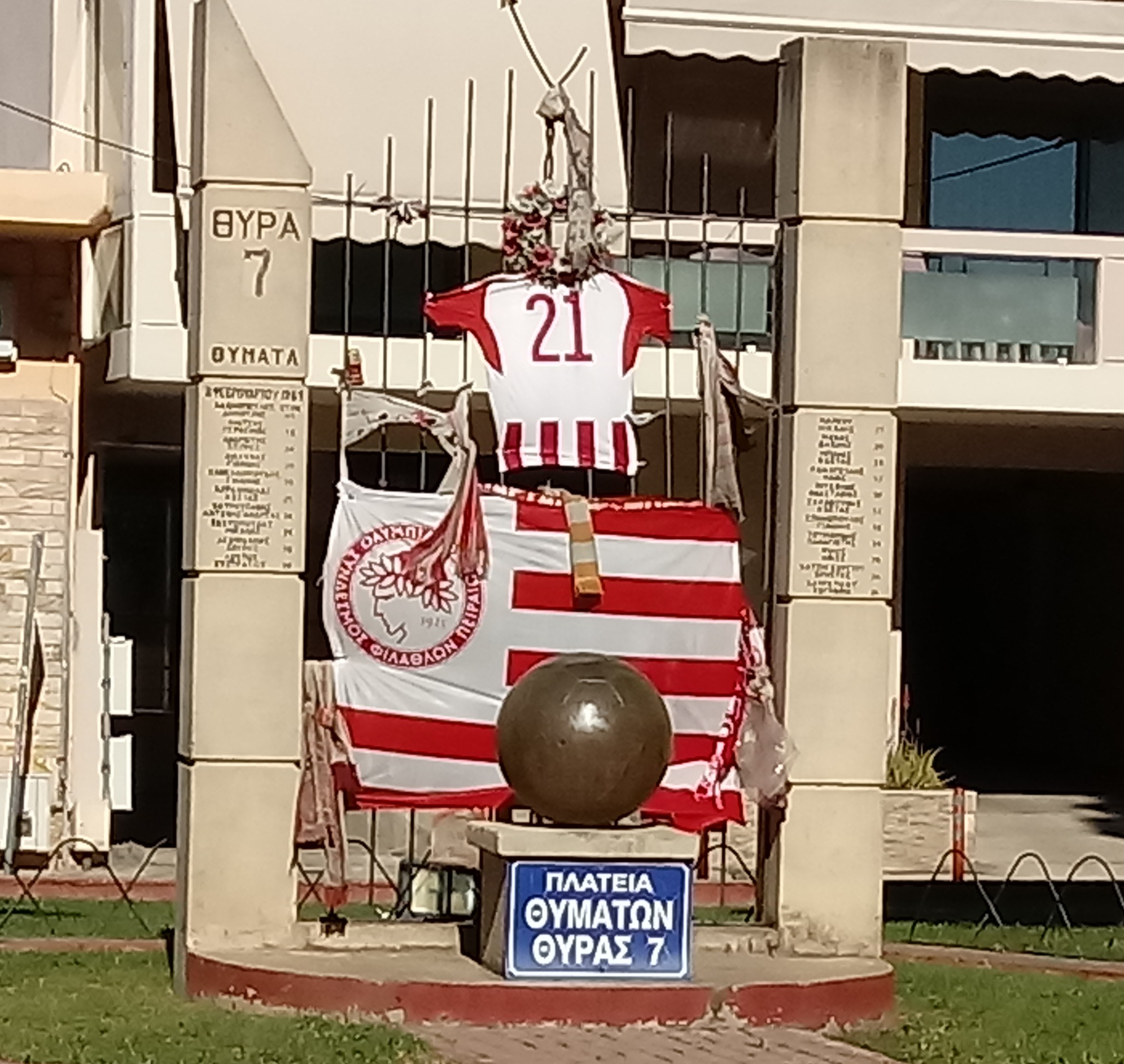
Nowy pomnik na placu Ofiar Thyry 7 z nazwiskami ofiar

Na stadionie Karaiskakis w Pireusie znajduje się pomnik upamiętniający ofiary tragedii z 8 lutego. Obok pomnika umieszczono płaskorzeźbę z nazwiskami wszystkich ofiar. Na trybunie, gdzie znajdowała się Brama 7, umieszczono 21 czarnych krzesełek symbolizujących ofiary wydarzenia. W muzeum Olympiakosu wydzielono specjalną salę poświęconą tragedii, która przypomina o tych dramatycznych wydarzeniach.
Tragedia na stadionie Karaiskakis, podobnie jak inne piłkarskie katastrofy, takie jak tragedia na Hillsborough, wpłynęła na wprowadzenie zmian w organizacji imprez masowych. Miała na celu poprawę bezpieczeństwa uczestników wydarzeń sportowych. Zdarzenie to podkreśla znaczenie ochrony życia ludzkiego i przypomina, że sport powinien być przestrzenią radości i jedności.
Pamięć o ofiarach jest corocznie czczona 8 lutego podczas nabożeństwa na stadionie Karaiskakis. W wydarzeniu uczestniczą tysiące kibiców, którzy składają hołd tragicznie zmarłym. Na trybunie, gdzie kiedyś znajdowała się Brama 7, ułożono 21 czarnych krzesełek w kształcie liczby „7” jako symboliczne upamiętnienie. Hasło „Bracia, żyjecie nadal i prowadzicie nas” stanowi stały element ceremonii.
Gesty solidarności są również wyrażane przez kibiców innych drużyn. Przykładem jest zachowanie fanów Liverpoolu, którzy w 2004 roku, po meczu Ligi Mistrzów z Olympiakosem, oddali hołd ofiarom tragedii, wywieszając transparent z hasłem „You’ll never walk alone” oraz liczbą „21 + 96”, nawiązującą do tragedii na Hillsborough.
Na pamiątkę tragedii jeden z największych klubów kibiców Olympiakosu został nazwany „Gate 7”. Mimo że obecnie członkowie grupy są znani jako ultras, pierwotnie byli to zwykli kibice, którzy zajmowali miejsca w tej części stadionu podczas feralnego wydarzenia. Brama 7 na starym stadionie nie była dedykowana dla posiadaczy biletów sezonowych, w przeciwieństwie do Bramy 1, która była zarezerwowana dla gości VIP. Tragedia na stadionie Karaiskakis pozostaje jednym z najważniejszych wydarzeń w historii greckiego futbolu, przypominając o potrzebie bezpieczeństwa i solidarności w świecie sportu.